# Aglauropsis conanti
Aglauropsis conanti es una especie de hidrozoo de la familia Olindiidae.
Está en Atlántico sur occidental: islas Malvinas, ambientes subtropicales.